# Kesselkogel
Der Kesselkogel (italienisch Catinaccio d’Antermoia) ist mit 3004 m s.l.m. der höchste Gipfel des Rosengartens in den Dolomiten. Der Berg erhebt sich etwa 20 km östlich von Bozen an der Grenze zwischen Südtirol und dem Trentino, wobei der Gipfel knapp auf Südtiroler Seite liegt. Die Südtiroler Anteile am Berg sind im Naturpark Schlern-Rosengarten unter Schutz gestellt.
Über die Ostseite gelang 1872 den Engländern Charles Comyns Tucker und Thomas Henry Carson die Erstbesteigung des Gipfels in Begleitung des Bergführers Antonio Bernard aus Campitello. Die Westroute wurde am 16. Oktober 1878 von Johann Santner erstmals durchstiegen. Am 18. Juli 1914 durchsteig Hans Dülfer die Südverschneidung im Alleingang. Diese 220 m lange Route trägt heute seinen Namen, nämlich Dülververschneidung, und wird mit UIAA V+ bewertet.
Der Aufstieg auf den Kesselkogel kann von Süden und Osten her erfolgen: ausgehend vom Vajolettal und der Grasleitenpasshütte (2601 m), bzw. vom Donatal und dem Donapass (2500 m). Der Zugang von Nordwesten (Tschamintal) führt ebenfalls über die Grasleitenpass-Hütte. Der Fels ist meist brüchig. Durch den Klettersteig durch die Westflanke und den Klettersteig durch die Ostflanke, der dem Weg der Erstersteiger folgt, ist der Kesselkogel trotzdem einer der meistbesuchten Gipfel der Rosengartengruppe. Der Kesselkogel steht ziemlich frei und ist deshalb auch einer der schönsten Aussichtsberge der Dolomiten.

## Hohe Gipfel im Umkreis von 3km
- Grasleitenspitze (ital. Cima di Mezzo del Principe, 2705 m, Nordwest)
- Antermoiakogel (ital. Croda dei Cirmei, 2902 m, Norden)
- Seekogel (ital. Cima del Lago, 2811 m, Norden)
- Mittlerer Molignon (ital. Molignon di Mezzo, 2852 m, Nordosten)
- Croda del Lago (2806 m, Osten)
- Valbonkogel (ital. Cima Valbona, 2822 m, West)
- Cima Scalieret (2887 m, Süden)
- Vajolet-Türme (2813 m (Torre Principale ), Südwest)
- Rosengartenspitze (ital. Catinaccio, 2981 m) und Baumannkamm (Süden)